# The Art of Negative Thinking
The Art of Negative Thinking (Kunsten å tenke negativt) è un film del 2006 diretto da Bård Breien.

## Trama
Geirr è un trentenne costretto su una carrozzina dopo un incidente stradale che lo ha reso anche impotente. È chiuso in se stesso, consuma alcol e droghe e guarda film di guerra in televisione, cullando pensieri suicidi. Ama ancora sua moglie Ingvild ma soffre per non poter essere il marito che avrebbe voluto mentre lei è preoccupata perché non sa come prenderlo.
Proprio per spronare il marito, Ingvild iscrive entrambi ad un gruppo di sostegno che si occupa di casi come il loro. Secondo l'usanza del gruppo l'ingresso avverrà tramite un incontro che si svolgerà proprio a casa di Geirr e Ingvald, che ha invitato tutti a cena. 
Insieme alla terapista Tori, giungono Marte, tetraplegica, accompagnata dal marito Gard, Lillemor, una donna depressa, e Asbjørn, vittima di un ictus dopo il quale è immobilizzato su una carrozzina e non riesce ad esprimersi.
Sulle prime Geirr vuole sabotare la serata e mandare via tutti. Tori però, abilmente, lo convince ad accettare l'incontro facendolo riflettere sulle esigenze della moglie che si è spesa per questo.
Durante la cena però, Geirr, per nulla persuaso della necessità di convertirsi al pensiero positivo, riesce con il ragionamento e con la violenza a sopraffare Tori, che se ne va sdegnata, convincendo i componenti disabili del gruppo alle ragioni del "pensiero negativo".
Cacciati dunque Gard e Ingvald, in quanto non disabili, i membri del gruppo confessano l'un l'altro tutte le loro sofferenze più profonde, in un processo che passa attraverso una ribellione, anche fisica. Alla fine, bandite tutte le ipocrisie, si sentono tutti più liberi e più forti, e il gruppo formato può dirsi davvero tale e tutti esprimono il desiderio di ritrovarsi. 
La stessa Tori, tornata il mattino successivo, riconosce i propri errori, mentre Ingvald e Geirr, salutati gli ospiti, ritrovano un momento di tenerezza e intimità, che sembrava dimenticato.

## Riconoscimenti
- Premio Amanda 2007
  - Candidatura a miglior Film
  - Candidatura a miglior attore per Fridtjov Såheim

- Torino Film Festival 2007
  - Premio invito alla scuola Holden per la miglior sceneggiatura a Bård Breien
  - Candidatura a miglior film

## Adattamenti
Ne è stato fatto un adattamento teatrale nel 2010 da Daniel Hrbek a Praga.